# 寄明月 (SING女团单曲)
《寄明月》是中國女子音樂團體SING女團2017年推出的全新电子国风EP，将中国传统乐器与现代电子乐融合，借鉴多民族元素，创造出丰富多彩的视听盛宴。之後更於2018年11月17日推出《寄明月》的英文版本，以答謝全球歌迷。
《寄明月》在强烈的EDM曲风中融入了中国传统文化元素，描绘了少女在月夜下的思念之情。与以往中秋歌曲的思念之感不同，《寄明月》以民乐乐器的婉转表达出少女情窦初开的青涩与纯洁，又以节奏感十足的电子合成乐器突出了缱绻之心的浓厚与深刻。

## 曲目
| 曲序 | 曲目         |             | 作曲        | 编曲            | 时长 |
| ---- | ------------ | ----------- | ----------- | --------------- | ---- |
| 1.   | 寄明月       | 李懋扬(T2o) | 李懋扬(T2o) | 纪粹希(G-Tracy) | 3:51 |
| 2.   | 寄明月(伴奏) |             | 李懋扬(T2o) | 纪粹希(G-Tracy) | 3:51 |